# Pheidole fatigata
Pheidole fatigata är en myrart som beskrevs av Bolton 1995. Pheidole fatigata ingår i släktet Pheidole och familjen myror. Inga underarter finns listade i Catalogue of Life.

## Bildgalleri

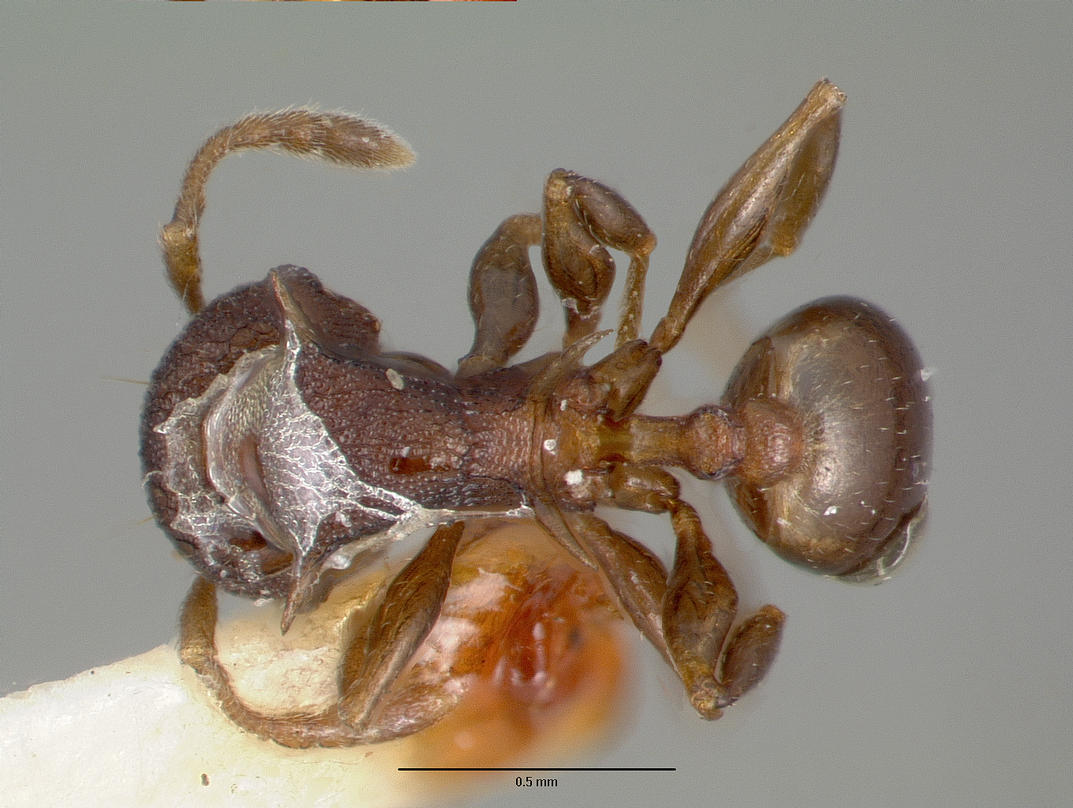
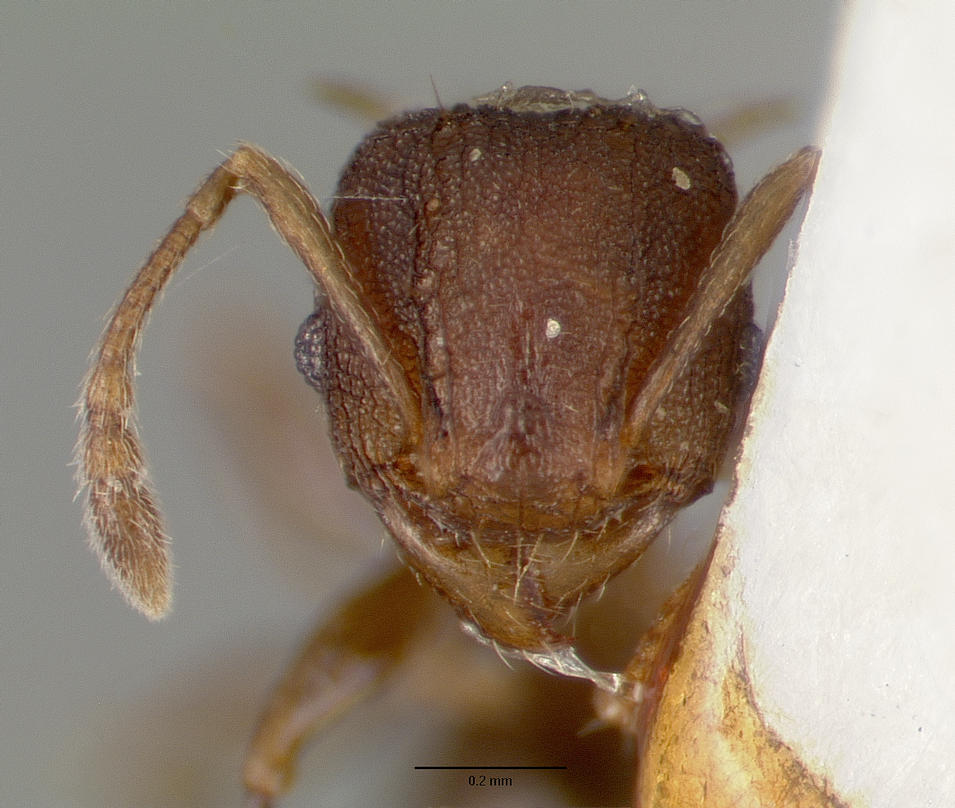
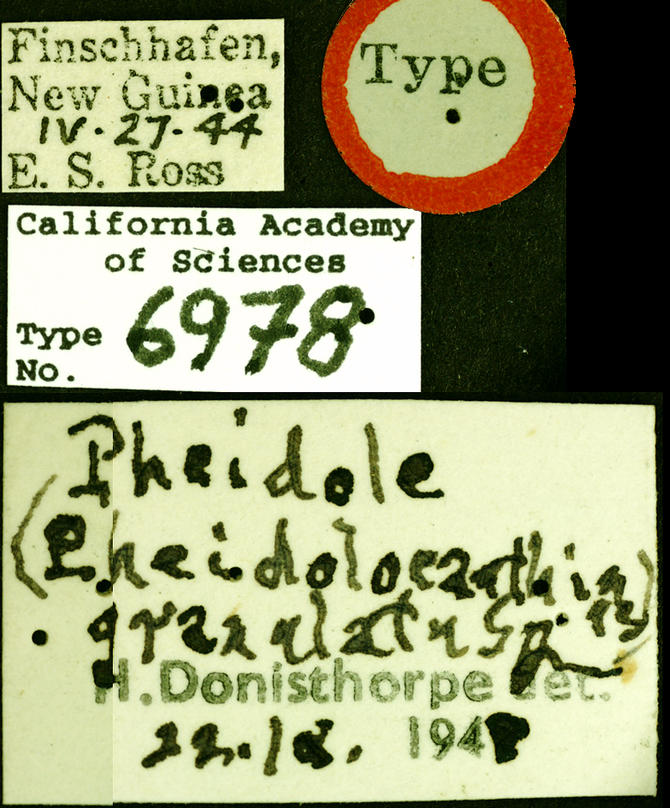
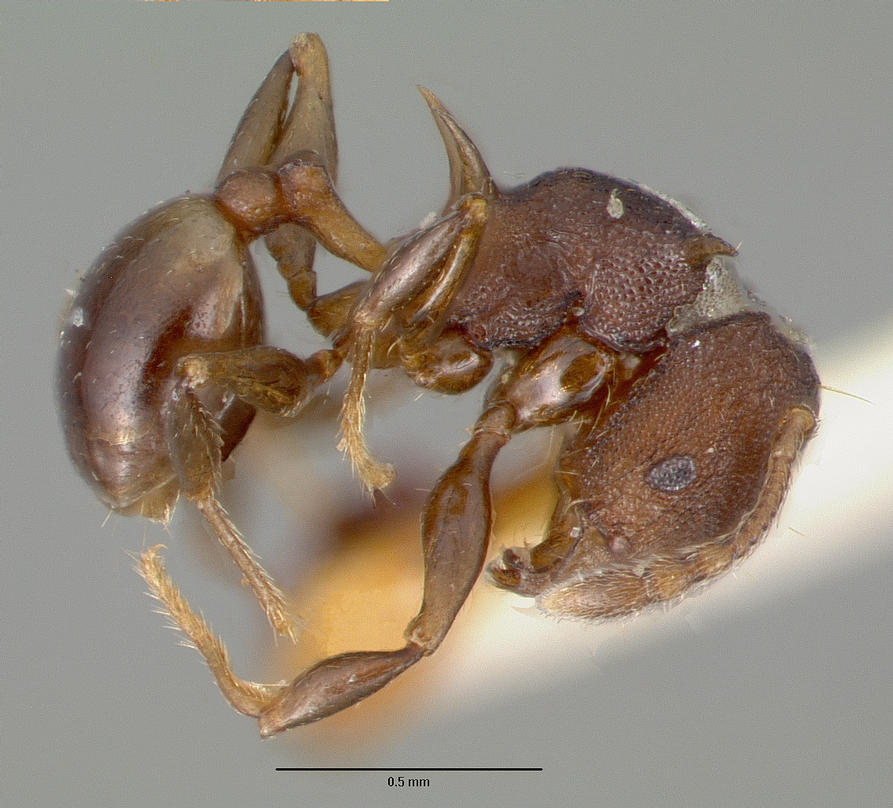